# Leucit
Leucit (njem. Leucit, prema grč. λευϰός: bijel), mineral, kalijev aluminijev silikat. Često se pojavljuje u razvijenim kristalima deltoidskog ikozitetraedra, redovito u dvjema kristalnim modifikacijama. Na temperaturama višim od 605 °C izotropan je i kristalizira u kubičnom sustavu, a na nižim je anizotropan i prelazi u tetragonski sustav. Trošenjem prelazi u kaolin. Kemijska mu je formula KAlSi2O6.